# Quatre étoiles (grade)
Un grade quatre étoiles est un grade militaire noté OF-9 dans les équivalences de grades décrites par l'OTAN. Il s'agit d'officiers généraux, très souvent les plus hauts gradés dans leur armée respective. Cette désignation est aussi utilisée par certaines forces armées qui ne sont pas membres de l'OTAN. 

## Allemagne
Au sein de la Bundeswehr :
- General ;
- Admiral.

## Australie
- Admiral (Royal Australian Navy) ;
- General (Australian Army) ;

Epaulette du Admiral australien.

- Air chief marshal (Royal Australian Air Force).

Ce grade quatre étoiles des forces armées australiennes est réservé, en temps de paix, au commandant en chef des Forces armées.

## Belgique
En Belgique, les grades 4 étoiles sont les plus élevés de la hiérarchie militaire.
- Général
- Amiral

|       |     |        |
| Terre | Air | Marine |

## Brésil

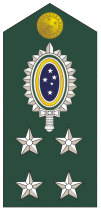
General de exército brésilien.

- General de exército (Armée de terre brésilienne)
- Almirante de esquadra (Marine brésilienne)
- Tenente brigadeiro (Force aérienne brésilienne)

## Canada
- Amiral/admiral ;
- Général/general.

## États-Unis
- General
- Admiral

les 4 étoiles du grade de General

Aux États-Unis, les grades 4 étoiles sont les plus élevés uniquement en temps de paix. En période de guerre, des officiers généraux 4 étoiles peuvent être promus à des rangs 5 étoiles.

## France
La France à comme particularité que ses grades d'officiers généraux commencent avec deux étoiles, et non une comme les autres armées; dès lors, les grades ayant pour insigne 4 étoiles ne sont pas les plus élevés de la hiérarchie militaire française et correspondent au rang OF-8 de l'OTAN.
- Général de corps d'armée
- Vice-amiral d'escadre
- Général de corps aérien

En conséquence, les grades français qui correspondent aux grades 4 étoiles des autres pays et au rang OF-9 de l'OTAN ont pour insigne 5 étoiles:
- Général d'armée
- Amiral
- Général d'armée aérienne

## Royaume-Uni
- Admiral ;
- General ;
- Air chief marshal.

## Japon
- Forces armées impériales japonaises
  - 陸軍大将 (Rikugun-taishō?, Général de corps d'armée)[3]
  - 海軍大将 (Kaigun-taishō?, Amiral)

L'ancien général de corps d'armée et amiral des Forces armées impériales japonaises constituaient les grades les plus élevés et officiellement nommés par l'empereur (親任官 (Sin'ninkan)), de sorte que leur statut était supérieur au grade quatre étoiles des Forces japonaises d'autodéfense.
- Forces japonaises d'autodéfense
  - 幕僚長たる陸将 (Bakuryōchō-taru-rikushō?, Général de corps d'armée (litt. Général de division servant de chef d'état-major))
  - 幕僚長たる海将 (Bakuryōchō-taru-kaishō?, Amiral (litt.  Vice-amiral servant de chef d'état-major))
  - 幕僚長たる空将 (Bakuryōchō-taru-Kūshō?, Général de corps aérien (litt. Général de division aérienne servant de chef d'état-major))

Fondée le 1er décembre 1962. Les désignation de grades quatre étoiles des Forces japonaises d'autodéfense ne sont que le statut et le traitement du poste de chef d'état-major, le général de division, vice-amiral et général de division aérienne étant les grades les plus élevés. 